# Miss World 2013
A Miss World 2013 a 63. versenye volt a Miss World nemzetközi szépségversenynek. A versenyt 2013 szeptemberében rendezték meg Indonéziában. A döntőt szeptember 28-án tartották Balin, ahol Wenxia Yu, a 2012. évi kínai győztes adta át helyét az új nyertesnek, a fülöp-szigeteki Megan Youngnak. A Fülöp-szigetek első ízben nyerte meg a vetélkedőt.

## Eredmények

### Végeredmény
| Helyezés           | Név |
| ------------------ | --- |
| Miss World 2013    | - Fülöp-szigetek - Megan Young |
| 2. helyezett       | - Franciaország - Marine Lorphelin |
| 3. helyezett       | - Ghána - Carranzar Naa Okailey Shooter |
| TOP6               | - Brazília - Sancler Frantz - Spanyolország - Elena Ibarbia - Gibraltár - Maroua Kharbouch |
| TOP10              | - Ausztrália - Erin Holland - Anglia - Kristy Hesslewood - Indonézia - Vania Larissa - Jamaica - Gina Hargitay - Nepál - Ishani Shrestha |
| Top 20 középdöntős | - Aruba - Larissa Leeuwe - Belgium - Noémie Happart - Kanada - Camille Munro - Dominikai Köztársaság - Joely Bernat - India - Navneet Dhilon - Hollandia - Jacqeline Steenbeek - Olaszország - Sarah Baderna - Szlovákia - Karolína Chomisteková - Ukrajna - Anna Zajacskivszka - USA - Olivia Jordan |

## Versenyzők
A döntőn 127 nemzet vett részt. A nemzeti versenyeket 2012. szeptember és 2013. augusztus között rendezték meg.
| Ország                   | Versenyző                    | Cím                                            | Életkor |
| ------------------------ | ---------------------------- | ---------------------------------------------- | ------- |
| Albánia                  | Ersela Kurti                 | Miss Albania                                   | 22      |
| Amerikai Virgin-szigetek | Petra Cabrera-Badia          | Miss U.S. Paradise World                       | 21      |
| Anglia                   | Kirsty Heslewood             | Miss England                                   | 24      |
| Angola                   | Maria Castelo                | Miss Angola                                    | 23      |
| Argentína                | Maria Kuster                 | Miss Mundo Argentina                           | 24      |
| Aruba                    | Larisa Leeuwe                | Miss Aruba                                     | 22      |
| Ausztrália               | Erin Holland                 | Miss Ausztrália                                | 24      |
| Ausztria                 | Ena Kadic                    | Miss Austria                                   | 23      |
| Bahama-szigetek          | De'Andra Bannister           | Miss Bahamas                                   | 24      |
| Barbados                 | Regina Ramjit                | Miss Barbados World                            | 19      |
| Belgium                  | Noemie Happart               | Miss Belgium                                   | 20      |
| Belize                   | Idolly Saldivar              | Miss World Belize                              | 22      |
| Bermuda                  | Katherine Arnfield           | Miss Bermuda                                   | 17      |
| Bissau-Guinea            | Heny Tavares                 | Miss Mundo Guine-Bissau                        | 21      |
| Bolívia                  | Maria Castillo               | Miss Bolívia                                   | 20      |
| Bosznia-Hercegovina      | Sanda Gutic                  | Miss Bosnia és Hercegovina                     | 19      |
| Botswana                 | Rosemary Keofitlhetse        | Miss Botswana                                  | 20      |
| Brazília                 | Sancler Frantz               | Miss Brasil World                              | 21      |
| Brit Virgin-szigetek     | Kirtis Malone                | Miss Brit Virgin-szigetek                      | 21      |
| Bulgária                 | Nansi Karaboycheva           | Miss Bulgaria                                  | 20      |
| Chile                    | Camila Andrade               | Miss Mundo Chile                               | 22      |
| Ciprus                   | Kristi-Mari Agapiou          | Miss World Cyprus                              | 20      |
| Costa Rica               | Yarley Marín                 | Miss Costa Rica                                | 23      |
| Curaçao                  | Xafira Urselita              | Señorita Mundu Kòrsou                          | 17      |
| Csehország               | Lucie Kovandova              | Miss Csehország                                | 19      |
| Dánia                    | Malene Sorensen              | Miss Dánia                                     | 20      |
| Dél-afrikai Köztársaság  | Marilyn Ramos                | Miss South Africa                              | 22      |
| Dél-Korea                | Park Min-ji                  | Miss South Korea                               | 24      |
| Dél-Szudán               | Manuela Matong               | Miss World South Sudan                         | 21      |
| Dominikai Közösség       | Leslassa Armour-Shillingford | Miss Dominica                                  | 19      |
| Dominikai Köztársaság    | Joely Bernat                 | Reina Nacional de Belleza República Dominicana | 24      |
| Ecuador                  | Laritza Parraga              | Miss Ecuador                                   | 19      |
| Egyenlítői-Guinea        | Restituta Nguema             | Miss Guinea Ecuatorial                         | 19      |
| Elefántcsontpart         | Aïssata Ezzedine             | Miss Côte d'Ivoire                             | 21      |
| Salvador                 | Paola Ayala                  | Nuestra Belleza El Salvador                    | 18      |
| Észak-Írország           | Meagan Green                 | Miss Northern Ireland                          | 23      |
| Etiópia                  | Genet Tsegay                 | Miss Ethiopia                                  | 21      |
| Fehéroroszország         | Maryia Vialichka             | Miss Belarus                                   | 22      |
| Fidzsi-szigetek          | Caireen Erbsleben            | Miss World Fiji                                | 21      |
| Finnország               | Maija Kerisalmi              | Miss Suomi                                     | 20      |
| Franciaország            | Marine Lorphelin             | Miss France                                    | 20      |
| Fülöp-szigetek           | Megan Young                  | Miss Fülöp-szigetek                            | 23      |
| Gabon                    | Brunilla Moussadingou        | Miss Gabon                                     | 19      |
| Ghána                    | Carranzar Shooter            | Miss Ghána                                     | 22      |
| Gibraltár                | Maroua Kharbouch             | Miss Gibraltár                                 | 22      |
| Görögország              | Athina Pikraki               | Miss Hellas                                    | 21      |
| Grúzia                   | Tamar Shedania               | Miss Grúzia                                    | 21      |
| Guadeloupe               | Sheryna van der Koelen       | Miss Monde Guadeloupe                          | 21      |
| Guam                     | Camarin Mendiola             | Miss World Guam                                | 17      |
| Guatemala                | Loraine Quinto               | Miss Guatemala World                           | 25      |
| Guinea                   | Mariama Diallo               | Miss World Guinea                              | 22      |
| Guyana                   | Ruqayyah Boyer               | Miss Guyana                                    | 23      |
| Haiti                    | Ketsia Iciena Lioudy         | Miss Haiti                                     | 19      |
| Hollandia                | Jacqueline Steenbeek         | Miss Nederland                                 | 23      |
| Honduras                 | Monica Elwin                 | Señorita Honduras                              | 19      |
| Hongkong                 | Jacqueline Wong              | Miss Hong Kong                                 | 24      |
| Horvátország             | Lana Grzetic                 | Miss Hrvatske                                  | 18      |
| Izland                   | Sigridur Asgeirsdottir       | Miss Iceland                                   | 22      |
| India                    | Navneet Dhillon              | Miss India                                     | 20      |
| Indonézia                | Vania Larissa                | Miss Indonézia                                 | 17      |
| Írország                 | Aoife Walsh                  | Miss Ireland                                   | 23      |
| Jamaica                  | Gina Hargitay                | Miss Jamaica                                   | 18      |
| Japán                    | Michiko Tanaka               | Miss World Japan                               | 23      |
| Kamerun                  | Denise Ayena                 | Miss Cameroun                                  | 22      |
| Kanada                   | Camille Munro                | Miss World Canada                              | 22      |
| Kazahsztán               | Ainura Toleuova              | Miss Kazakhstan                                | 18      |
| Kenya                    | Wangui Gitonga               | Miss World Kenya                               | 23      |
| Kína                     | Ju Vejvej                    | Miss Kína                                      | 25      |
| Kolumbia                 | Daniela Ocoro                | Miss Mundo Colombia                            | 23      |
| Kirgizisztán             | Zhibek Nukeeva               | Miss Kirgizisztán                              | 19      |
| Lengyelország            | Katarzyna Krzeszowska        | Miss Polski                                    | 22      |
| Lesotho                  | Mamahlape Matsoso            | Miss Lesotho                                   | 19      |
| Lettország               | Eva Dombrovska               | Mis Latvija                                    | 22      |
| Libanon                  | Karen Ghrawi                 | Miss Lebanon                                   | 22      |
| Litvánia                 | Ruta Mazureviciute           | Mis Lietuva                                    | 22      |
| Észak-Macedónia          | Kristina Spasenoska          | Mis Makedonija                                 | 21      |
| Magyarország             | Rákosi Annamária             | Miss World Hungary                             | 21      |
| Malajzia                 | Melinder Bhullar             | Miss Malaysia World                            | 20      |
| Málta                    | Donna Leyland                | Miss World Malta                               | 20      |
| Martinique               | Julie Lebrasseur             | Miss Martinique                                | 19      |
| Mauritius                | Nathalie Lesage              | Miss Mauritius World                           | 18      |
| Mexikó                   | Marylin Chagoya Triana       | Nuestra Belleza Mundo                          | 18      |
| Moldova                  | Valeriya Tsurkan             | Miss Moldova                                   | 18      |
| Mongólia                 | Pagmadulam Sukhbaatar        | Miss Mongolia                                  | 23      |
| Montenegró               | Ivana Milojko                | Miss Montenegró                                | 18      |
| Namíbia                  | Paulina Malulu               | Miss Namíbia                                   | 24      |
| Németország              | Amina Sabbah                 | Miss World Germany                             | 18      |
| Nepál                    | Ishani Shrestha              | Miss Nepal World                               | 21      |
| Nicaragua                | Luz Decena                   | Miss Nicaragua                                 | 23      |
| Nigéria                  | Anna Banner                  | Most Beautiful Girl in Nigeria                 | 18      |
| Norvégia                 | Alexandra Backstrom          | Miss Norvégia                                  | 23      |
| Olaszország              | Sarah Baderna                | Miss Mondo Italia                              | 22      |
| Oroszország              | Elmira Abdrazakova           | Miss Russia                                    | 18      |
| Panama                   | Virginia Hernandez           | Miss Panama                                    | 23      |
| Paraguay                 | Coral Ruíz                   | Miss Paraguay                                  | 22      |
| Peru                     | Elba Fahsbender              | Miss Perú Mundo                                | 21      |
| Portugália               | Elisabete Rodrigues          | Miss Portugal                                  | 20      |
| Puerto Rico              | Nadyalee Torres              | Miss Mundo de Puerto Rico                      | 25      |
| Románia                  | Andreea Chiru                | Miss World Romania                             | 20      |
| Saint Kitts és Nevis     | Trevicia Adams               | Miss World St. Kitts and Nevis                 | 22      |
| Skócia                   | Jamey Bowers                 | Miss Scotland                                  | 24      |
| Seychelle-szigetek       | Agnes Emmanuel               | Miss Seychelles                                | 19      |
| Szingapúr                | Maria-Anna Zenieris          | Miss World Singapore                           | 18      |
| Spanyolország            | Elena Ibarbia                | Miss Spanyolország                             | 18      |
| Srí Lanka                | Iresha de Silva              | Miss Sri Lanka                                 | 22      |
| Svédország               | Agneta Myhrman               | Miss Svédország                                | 18      |
| Svájc                    | Cindy Williner               | Miss Svájc                                     | 18      |
| Suriname                 | Rachel De La Fuente          | Miss Suriname                                  | 20      |
| Szamoa                   | Penina Paeu                  | Miss World Samoa                               | 21      |
| Szerbia                  | Aleksandra Doknic            | Miss Szerbia                                   | 18      |
| Szlovákia                | Karolína Chomistekova        | Miss Slovensko                                 | 19      |
| Szlovénia                | Maja Cotic                   | Miss Slovenije                                 | 24      |
| Tajvan                   | Cinzia Csang                 | Miss Republic of China                         | 21      |
| Tanzánia                 | Brigitte Lyimo               | Miss Tanzania                                  | 20      |
| Thaiföld                 | Kanyaphak Phokesomboon       | Miss Thailand World                            | 22      |
| Törökország              | Ruveyda Oksuz                | Miss Turkey World                              | 19      |
| Trinidad és Tobago       | Sherrece Villafana           | Miss Trinidad and Tobago                       | 19      |
| Tunézia                  | Hiba Telmoudi                | Miss Tunisie                                   | 22      |
| Uganda                   | Stellah Nantumbwe            | Miss Uganda                                    | 22      |
| Új-Zéland                | Ella Langsford               | Miss World New Zealand                         | 20      |
| Ukrajna                  | Anna Zajacskivszka           | Miss Ukrajna                                   | 21      |
| USA                      | Olivia Jordan                | Miss World USA                                 | 24      |
| Üzbegisztán              | Rakhima Ganieva              | Miss Uzbekistan                                | 18      |
| Venezuela                | Karen Soto                   | Miss Venezuela                                 | 21      |
| Vietnám                  | Thảo Lại Hương               | Miss Vietnam                                   | 22      |
| Wales                    | Gabrielle Shaw               | Miss Wales                                     | 19      |
| Zambia                   | Christine Mwaaba             | Miss World Zambia                              | 24      |

### Galéria

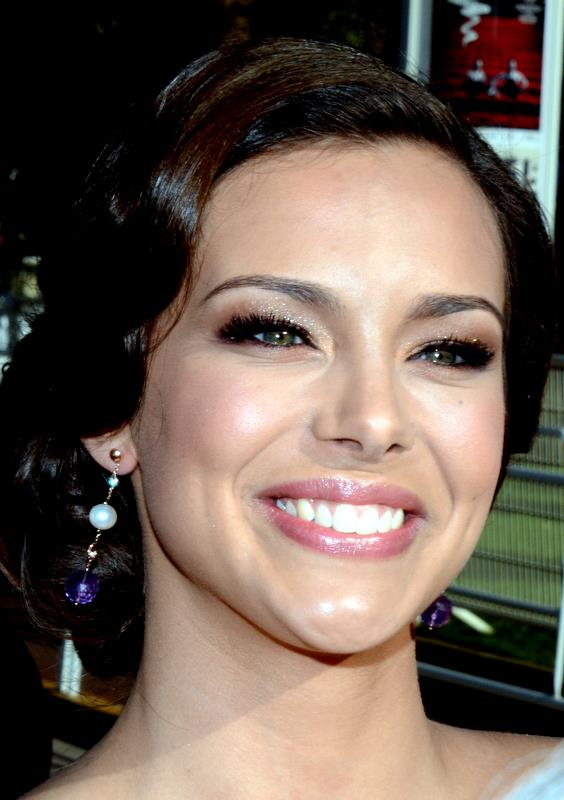
Marine Lorphelin Franciaország
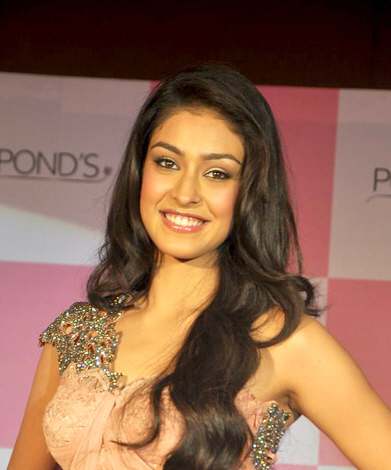
Navneet Dhillon India

## Külső hivatkozások
- Miss World hivatalos honlap
- GlobalBeauties.com
- Pageantopolis.com
- CriticalBeauty.com